# Axel Tyll
Axel Tyll (* 23. Juli 1953 in Magdeburg) ist ein ehemaliger deutscher Fußballspieler. In der DDR-Oberliga, der höchsten ostdeutschen Spielklasse, spielte er für den 1. FC Magdeburg, mit dem er jeweils dreimal DDR-Meister und FDGB-Pokalsieger wurde. 1974 gewann er mit dem FCM den Europapokal der Pokalsieger.

## Sportliche Laufbahn

### BSG- und Clubstationen

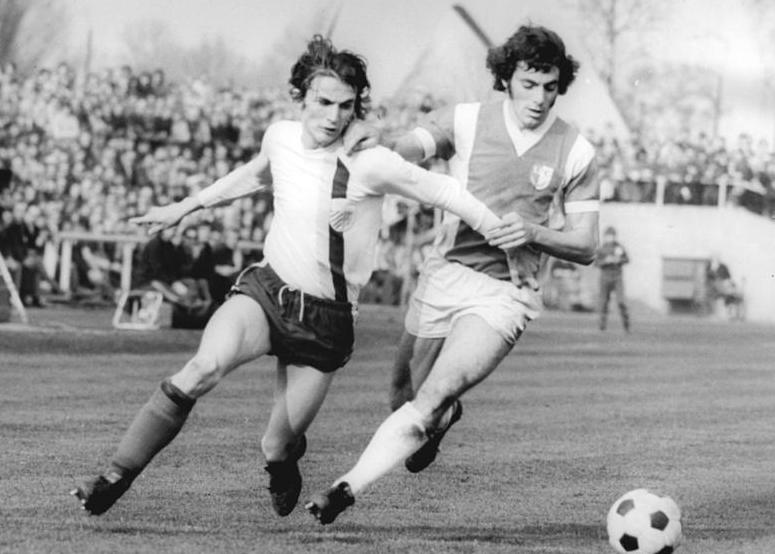
Tyll (rechts) im Zweikampf mit Martin Goebel von Carl Zeiss Jena (1974)

Tyll wuchs als Sohn des Schiedsrichterbetreuers Rolf Tyll auf und begann mit dem Fußballspielen bei der BSG Motor Mitte Magdeburg. Anfang 1966 wurde er zum 1. FC Magdeburg delegiert. In der Saison 1969/70 wurde Axel Tyll mit dem Fußballclub seiner Heimatstadt DDR-Juniorenmeister und gewann in dieser Altersklasse ebenfalls den Junge-Welt-Pokal.
Bereits mit 17 Jahren debütierte er im Juni 1971 in der Erstligamannschaft des 1. FC Magdeburg. Der 1,76 Meter große Mittelfeldspieler absolvierte von 1971 bis 1982 insgesamt 317 Pflichtspiele, davon 233 Oberliga-, 44 nationale und 40 Europapokalspiele für den 1. FC Magdeburg. In seinen Oberligaeinsätzen erzielte Tyll 32 Tore, hinzu kamen vier in Europapokalpartien.
Den größten Erfolg mit dem 1. FC Magdeburg erreichte er 1974 mit dem Gewinn des Europapokals der Pokalsieger. Im Finale gegen den AC Mailand bereitete Tyll das Tor zum 2:0-Endstand vor.
Im Jahre 1982 musste sich Tyll einer Meniskusoperation unterziehen. Der neue Trainer des 1. FCM, Claus Kreul, war nicht mehr von der Fitness Tylls überzeugt. Tyll wollte deshalb zur BSG Wismut Aue wechseln, dies wurde jedoch nicht gestattet. Er wechselte deshalb Anfang 1983 in die zweitklassige Liga zur BSG Einheit Wernigerode. Nach 14 Spielen und fünf Treffern in anderthalb Jahren musste Einheit im Zuge der Verkleinerung der ostdeutschen Zweitklassigkeit aus der Liga absteigen. Er blieb der Gemeinschaft aus dem Harz bis 1988 als Spieler erhalten und konnte in seiner letzten Saison den Bezirksligatitel erringen.

### Auswahleinsätze
Mit der DDR-Juniorennationalelf belegte er 1971 in seinem letzten Jahr vor dem Übergang in den Männerfußball beim UEFA-Juniorenturnier, der inoffiziellen Europameisterschaft, den 3. Platz. Später gelang dem schon früh in der Oberliga erprobten Tyll auch der Sprung in die Nachwuchsauswahl des DFV.
Tyll bestritt in der Zeit von 1973 bis 1975 vier Länderspiele für die DDR-A-Nationalelf. Während der Vorbereitung der Weltmeisterschaft 1974 gehörte er zum vorläufigen Kader, wurde aber letztlich nicht nominiert.
1972 war er Mitglied der DDR-Olympiaauswahl, die bei den XX. Olympischen Sommerspielen die Bronzemedaille errang. Er wurde im Turnier von München nicht eingesetzt. In der Qualifikation für das olympische Fußballturnier 1976 wurde der Magdeburger in zwei Partien, den beiden Spielen gegen Griechenland, eingesetzt, zählte aber bei den Spielen in Montreal nicht zum siegreichen DDR-Aufgebot. 1979 gehörte er, da er für die A-Nationalelf kein WM-Qualifikationsspiel bestritten hatte, auch zur neuformierten Mannschaft für die Sommerspiele in Moskau schied aber im Verlauf der Vorbereitung des Titelverteidigers aus dem Aufgebot.

## Erfolge
- Europapokal-Sieger der Pokalsieger 1974
- DDR-Meister 1972, 1974, 1975
- FDGB-Pokal-Sieger 1973, 1978, 1979
- Bronzemedaillen-Gewinner bei den Olympischen Spielen 1972
- DDR-Juniorenmeister und Juniorenpokalsieger 1969/70
- 3. Platz beim UEFA-Juniorenturnier 1971

## Weiterer Werdegang
Nach der deutschen Wiedervereinigung betreute er den aus der Fusion von Einheit und Germania entstandenen 1. FC Wernigerode. Bereits in den 1980er Jahren unterrichtete er an der Wernigeröder August-Hermann-Franke-Sekundarschule Sport, Wirtschaft und Technik und wurde nach deren Schließung im Jahre 2004 Sportlehrer an der Thomas-Mann-Sekundarschule in Dardesheim. Daneben spielte Axel Tyll noch mehrere Jahre in der Traditionsmannschaft des 1. FC Magdeburg, ehe zwei künstliche Hüftgelenke seinen sportlichen Aktivitäten endgültig ein Ende setzten. Seit 2016 ist er im Ruhestand.

## Privates
Axel Tyll ist verwitwet und hat zwei Kinder.